# یواس‌اس ارنب (ای‌کی‌ای-۵۶)
یواس‌اس ارنب (ای‌کی‌ای-۵۶) (به انگلیسی: USS Arneb (AKA-56)) یک کشتی بود که طول آن ۴۵۹ فوت ۲ اینچ (۱۳۹٫۹۵ متر) بود. این کشتی در سال ۱۹۴۳ ساخته شد.